# Castrillo Mota de Judíos
Castrillo Mota de Judíos (2015. június 22. előtt Castrillo Matajudíos) település Spanyolországban, Burgos tartományban. Castrillo Mota de Judíos Castrojeriz, Pedrosa del Príncipe, Itero del Castillo és Arenillas de Riopisuerga községekkel határos. Lakosainak száma 52 fő (2024).

## Elnevezése
A település neve eredetileg Castrillo Motajudíos (kb. zsidódomb volt), a pogromok elől ide menekülő zsidók alapították. 1627-ben nevezték át "Castrillo Matajudíos"-ra, aminek a "Matajudíos" része ránézésre "zsidóölőt" jelent. 
Spanyol nyelvészek ugyan vitatták ezt a jelentést, de a település vezetői mégis úgy határoztak, hogy megváltoztatják a rossz hangzású nevet.
2014 májusában népszavazást tartottak, ahol 52 szavazatból 29-en a névváltoztatás mellett, 19-en ellene szavaztak, 4 érvénytelen szavazat volt.
A település neve 2015. június 22-től Castrillo Mota de Judíos.

## Népesség
A település népessége az utóbbi években az alábbiak szerint változott:
| Lakosok száma | 80   | 71   | 70   | 63   | 65   | 58   | 56   | 51   | 49   | 52   |
|               | 2001 | 2004 | 2006 | 2009 | 2011 | 2014 | 2016 | 2019 | 2021 | 2024 |